# Agencia Nacional de Hidrocarburos
La Agencia Nacional de Hidrocarburos (ANH) es una agencia del gobierno colombiano adscrita al Ministerio de Minas y Energía, encargada de administrar y regular los recursos hidrocarburíferos de la nación.

## Misión
La ANH es la autoridad encargada de promover el aprovechamiento óptimo y sostenible de los recursos hidrocarburíferos del país, administrándolos integralmente y armonizando los intereses de la sociedad, el Estado y las empresas del sector.

## Visión
Ser la entidad altamente técnica y especializada en el conocimiento del potencial del subsuelo colombiano y el logro de su aprovechamiento, en proveedor eficiencia y transparencia en la administración de hidrocarburos y el trabajo conjunto con la industria y la comunidad, y ser reconocidos por el profesionalismo del equipo, el alto nivel tecnológico y la eficiencia y agilidad en procesos claves.

## Historia
En el 2003 se consolidó la reestructuración del sector hidrocarburífero colombiano con la creación de la Agencia Nacional de Hidrocarburos como respuesta a la situación crítica que atravesaba Colombia debido a la disminución de las reservas de petróleo, lo cual eventualmente, llevaría al país a convertirse en importador de crudo.
Esta reestructuración contemplaba la decisión de hacer más competitiva a Ecopetrol al separar su doble rol de entidad reguladora y empresa petrolera. Por esta razón se dispuso que únicamente se dedicara a explorar, producir, transportar, refinar y comercializar hidrocarburos, es decir, trabajar exclusivamente en el negocio petrolero en todas las fases de la cadena, compitiendo en igualdad de condiciones con otras compañías del sector.
De esta forma, la Agencia Nacional de Hidrocarburos adquirió de Ecopetrol su labor de administrador y regulador del recurso hidrocarburífero de la nación, y comenzó la transformación de Colombia en un país nuevamente prospectivo y atractivo para los inversionistas nacionales y extranjeros.
Los términos económicos de la nueva forma de contrato convierten a Colombia en uno de los países más atractivos del mundo tanto en participación gubernamental como en utilidades de los inversionistas; y las áreas se asignan mediante procedimientos modernos, transparentes y eficientes a través de mecanismos adecuados de administración y seguimiento lo que garantiza procesos con altos estándares internacionales.
Durante el año 2003 todos los esfuerzos de la Agencia estuvieron orientados a diseñar estrategias que devolvieran la competitividad del sector, logrando incluir nuevamente al país en el mapa petrolero del mundo, incrementar el índice de prospectividad y atraer a los inversionistas privados.